# Trochomeriopsis
Trochomeriopsis es un género con una sola especie, Trochomeriopsis diversifolia, de plantas con flores perteneciente a la familia Cucurbitaceae. 